# The Englishman and the Girl

The Englishman and the Girl est un film américain réalisé par D. W. Griffith, sorti en 1910.

## Fiche technique
- Titre original : The Englishman and the Girl
- Réalisation : D. W. Griffith
- Scénario : D. W. Griffith
- Photographie : G.W. Bitzer
- Société de production : Biograph Company
- Pays de production :  États-Unis
- Langue originale : anglais
- Format : noir et blanc - 35 mm — 1,33:1 - film muet
- Genre : Film dramatique
- Durée : 11 minutes
- Date de sortie :
  - USA : 17 février 1910

## Distribution
- George Nichols
- Kate Bruce
- Charles Craig
- Mary Pickford
- Gladys Egan
- Linda Arvidson
- Dell Henderson
- Thomas H. Ince
- Mack Sennett
- Dorothy West